# Manique de Vette
Manique de Vette (Rotterdam, 2 april 2002) is een Nederlands voetbalspeelster. Ze komt als middenvelder uit voor AZ in de Vrouwen Eredivisie.

## Clubcarrière
In het seizoen 2018-2019 kwam De Vette uit voor het talententeam van Ajax. In het seizoen 2020-2021 maakte De Vette veelvuldig deel uit van de wedstrijdselectie van de Ajax Vrouwen. Op 30 oktober 2020 viel ze in in de uitwedstrijd van de Ajax Vrouwen tegen PEC Zwolle, waarmee ze haar debuut in de Vrouwen Eredivisie maakte. Vanaf het seizoen 2021-22 kwan De Vette uit voor Feyenoord dat voor het eerst uitkomt met een vrouwenelftal op het hoogste niveau.
In 2023 maakte De Vette de overstap naar VV Alkmaar. Na een seizoen verloor VV Alkmaar haar licentie en ging deze over naar AZ. De Vette maakte ook de overstap naar AZ, waar ze een contract tekende. In april 2025 verlengde ze haar contract tot medio 2027.

## Statistieken
| Seizoen | Club       | Land      | Competitie         | Wedstrijden | Doelpunten |
| ------- | ---------- | --------- | ------------------ | ----------- | ---------- |
| 2020/21 | Ajax       | Nederland | Vrouwen Eredivisie | 1           | 0          |
| 2021/22 | Feyenoord  | Nederland | Vrouwen Eredivisie | 15          | 0          |
| 2022/23 | vv Alkmaar | Nederland | Vrouwen Eredivisie | 19          | 1          |
| 2023/24 | AZ         | Nederland | Vrouwen Eredivisie | 20          | 1          |
| 2024/25 | AZ         | Nederland | Vrouwen Eredivisie | 16          | 0          |
| Totaal  | Totaal     | Totaal    | Totaal             | 71          | 2          |

Laatste update: 1 april 2025

## Interlandcarrière
De Vette doorliep alle Oranje jeugdteams voor haar opvolgende leeftijdscategorieën en behaalde met Oranje O17 de finale van het Europees Kampioenschap in Bulgarije.